# Naruto (ingrediente)
Naruto (ナルト/なると) ou narutomaki (鳴門巻き/なると巻き) (🍥) é um dos ingredientes utilizados no Ramen ou Soba; e é o padrão mais comum de kamaboko, ou pasta de peixe. Prepara-se cozinhando pasta de peixe no vapor e, em seguida, pressiona-se. É preenchido com ervas ou outros ingredientes; e é revertida para pressioná-lo novamente. Quando o tronco é arrefecido e cortado em fatias, a forma de enchimento dá os desenhos em cada um deles. No caso de Naruto, o desenho é uma espiral, e tem este nome por causa de um famoso redemoinho no mar perto da cidade japonesa de Naruto. E também muitas vezes chamado de Narutomaki, que significa literalmente "rolo de Naruto"
A cidade de Yaizu é conhecida pela produção de Naruto.